# Paremia

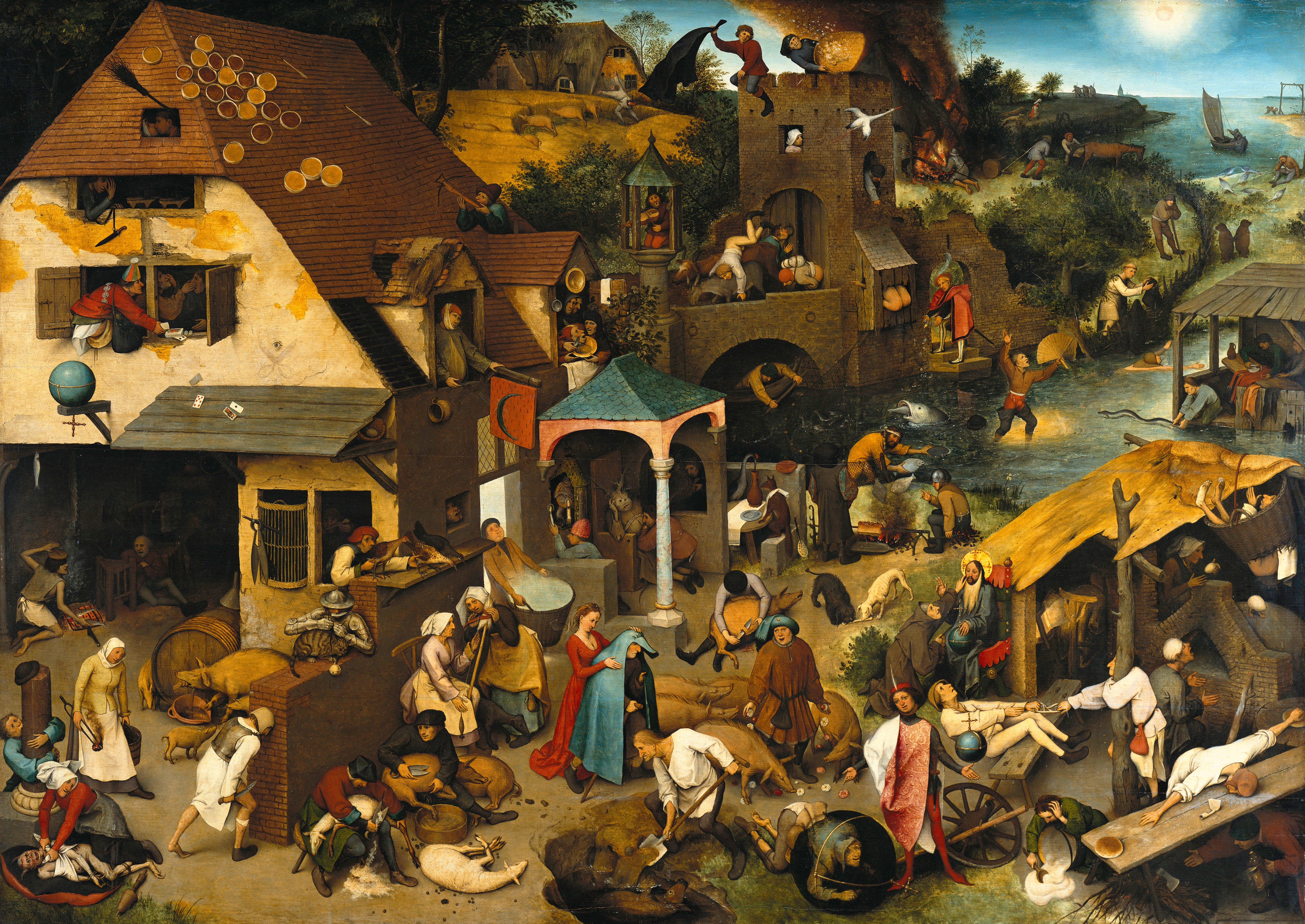
Los proverbios flamencos, singular recreación pictórica del refranero popular de los Países Bajos, obra de Pieter Brueghel el Viejo, en 1559.

La paremia es un enunciado breve, sentencioso e ingenioso que transmite un mensaje instructivo, incitando a la reflexión intelectual y moral. Es el objeto de estudio de la paremiología. Los diversos tipos de paremias se agrupan en las paremias de uso popular y origen preferentemente anónimo (refranes, frases proverbiales, dialogismos y locuciones proverbiales) y las paremias de uso culto y origen conocido (aforismos y proverbios). Los refranes, a su vez, pueden clasificarse siguiendo un criterio temático: los refranes morales, los meteorológicos y del calendario, los supersticiosos, los geográficos, etc.

### Etimología
La palabra paremia, proviene del término griego paroimia, compuesto por el prefijo "para-" –que significa "junto a" o "de parte de"– y de la palabra "oimos", que significa "camino". Una posible definición a partir de esta etimología podría ser, por ejemplo: «las cosas que se dicen a lo largo del camino», o de forma más poética «sabiduría de caminantes», como se sugiere en los Proverbios y cantares de Antonio Machado.

### Paremia(revista)
En 1993 se creó la revista Paremia, fundada y dirigida por Julia Sevilla Muñoz, centrada de forma específica a este tipo de estudios. Publicada por la Asociación Cultural Independiente, con posterioridad se comenzó a publicar en colaboración con el Instituto Cervantes. Es la primera revista española y la segunda del mundo consagrada a los enunciados breves y sentenciosos.[cita requerida]

### Paremiología
El estudio de las paremias se denomina paremiología y la paremiografía es la disciplina científica dedicada a recopilar su tipología en repertorios, diccionarios o corpus. Iván Frankó fue un gran estudioso de las paremias en lengua ucraniana.